# Michel Charasse
Michel Charasse (ur. 8 lipca 1941 w Chamalières, zm. 21 lutego 2020 w Puy-Guillaume) – francuski polityk, prawnik, urzędnik państwowy i samorządowiec, senator, w 1992 minister do spraw budżetu, członek Rady Konstytucyjnej.

## Życiorys
Uzyskał licencjat z prawa, ukończył studia w Instytucie Nauk Politycznych w Paryżu. W 1962 został członkiem Francuskiej Sekcji Międzynarodówki Robotniczej, a w 1969 członkiem powstałej na jej podstawie Partii Socjalistycznej. Do 1981 pracował w administracji publicznej, m.in. w resorcie finansów i gospodarki. Był też zastępcą sekretarza generalnego frakcji socjalistycznej w Zgromadzeniu Narodowym.
Od 1977 do 2010 sprawował urząd mera Puy-Guillaume. Pełnił różne funkcje w zrzeszającej francuskich merów organizacji AMF. W latach 1979–1987 i w 1992 był radnym regionu Owernia. Od 1988 zasiadał w radzie departamentu Puy-de-Dôme, w latach 1988–1992 i 1998–2001 jako jej wiceprzewodniczący. Od 1981 do 1988 i od 1992 do 2010 zasiadał we francuskim Senacie.
Od czerwca 1988 do kwietnia 1992 zajmował stanowisko ministra delegowanego (wiceministra) do spraw budżetu w rządach Michela Rocarda i Édith Cresson. Następnie do października 1992 ponownie zajmował się budżetem, tym razem w randze ministra w gabinecie, którym kierował Pierre Bérégovoy.
W 2010 prezydent Nicolas Sarkozy powołał go w skład Rady Konstytucyjnej, w której zasiadał do 2019.
Odznaczony Legią Honorową V klasy (2010).